# Metopius basarukini
Metopius basarukini är en stekelart som beskrevs av Valentina I. Tolkanitz 1993. Metopius basarukini ingår i släktet Metopius och familjen brokparasitsteklar. Inga underarter finns listade i Catalogue of Life.